# Le Templais
Le Templais ist eine französische Schnittkäsesorte, die aus Kuhmilch hergestellt wird.
Den aus der südwestfranzösischen Region Aquitaine stammenden Käse gibt es in unterschiedlichen Geschmacksrichtungen. Dies sind der Templais Cadet, der Templais Fleuron und der Templais Tendre. Je nach Sorte reifen diese unterschiedlich lange: Le Templais Tendre reift drei Monate, der Le Templais Cadet benötigt vier Monate Reifezeit, während der Le Templais Fleuron zwölf Monate reift. Letzterer ähnelt dem italienischen Parmesan, ist jedoch weicher und milder.